# Causa Herberstein
Die Causa Herberstein umfasst Unregelmäßigkeiten in der Verwaltung des Stammsitzes der Adelsfamilie Herberstein sowie in der Erteilung und Verwendung von Fördermitteln des Landes Steiermark für Schloss und Tierpark Herberstein. Die Causa führte zu Verurteilungen wegen schweren gewerbsmäßigen Betruges und Abgabenhinterziehung sowie zur Einsetzung eines Untersuchungsausschusses des Landtages der Steiermark.

## Hintergrund
Die Schloss Herberstein Tier- und Naturpark Schloss Herberstein OEG (kurz Herberstein OEG) enthielt Teile der Hinterlassenschaft des Johann Otto Herberstein. Auf Grund letztwilliger Verfügungen konnte Andrea Herberstein (geborene Untersteiner) keine Organschaften übernehmen. Während ihr Sohn zum alleinigen Geschäftsführer bestellt wurde, leitete sie jedoch de facto das Unternehmen.
Die finanzielle Lage des Unternehmens (sowie der Vorgängerbetriebe) war chronisch angespannt. Fördermaßnahmen des Landes Steiermark aus mehreren Abteilungen der Landesregierung umfassten über mehrere Jahrzehnte knapp 7 Mio. Euro. Sie erfolgten insbesondere im Rahmen der Landesausstellung Die Steiermark: Brücke und Bollwerk  (1986) sowie der Gründung des Gironcoli-Museums (2004), betrafen aber weiters Renovierungsmaßnahmen am Schloss oder an Wegen sowie zahlreiche weitere Positionen. Im Jahre 2002 beteiligte sich das Land Steiermark im Rahmen einer typischen stillen Gesellschaft an der Herberstein OEG.

## Strafrechtliche Dimension
In der Geschäftsführung der Herberstein’schen Betriebe kam es zu zahlreichen Unregelmäßigkeiten. So wurden Investitionstätigkeiten für private Wohngebäude über die Herberstein OEG abgerechnet, indem Lieferanten zur falschen Rechnungsstellung aufgefordert wurden. Durch systematische Verschleierung von Einnahmen der Betriebe wurde Schwarzgeld erzielt, das entweder zur unversteuerten Bezahlung von Dienstleistungen und Löhnen verwendet oder privat entnommen wurde. Selbstanzeigen des Gutsverwalters sowie später auch von Andrea Herberstein zur Erlangung von Strafmilderungen führten zum Aufdecken dieser Unregelmäßigkeiten.
Andrea Herberstein und ihre Verwalter wurden zu mehrmonatigen Haftstrafen verurteilt, ihr offiziell als Geschäftsführer bestellter Sohn Maximilian wurde freigesprochen.

## Politische Dimension
Im Rahmen eines 2006 eingesetzten Untersuchungsausschusses wurden zahlreiche Missstände im Endbericht zusammengefasst:
- kein mittel- bis langfristiges Förderkonzept
- Freigabe von Fördergeldern trotz unklarer Mittelverwendung
- fehlende rechtliche Legitimation von Andrea Herberstein als Verhandlungs- und Vertretungsbefugte der Herberstein OEG
- mangelnde Förderkontrolle (keine schriftlichen Anträge, oberflächliche Kontrolle der Mittelverwendung)
- keine Mittelbindung der Kapitaleinlage von 40 Mio. ATS im Rahmen der Beteiligung als stiller Gesellschafter
- Genehmigung der Auszahlung von 1 Mio. EUR durch eine Ferialverfügung von Waltraud Klasnic bei nicht erkennbarer Dringlichkeit

Die Aufklärung der Causa Herberstein trug zum Druck auf die steirische ÖVP bei. Nach der Wahlniederlage 2005 zog sich  Waltraud Klasnic aus der Politik zurück.
Im Oktober 2006 wurde die Steirische Landestiergarten GmbH - eine Tochterfirma des Landes Steiermark - gegründet und führt seither den Tierpark.